# Edith Wharton
Edith Wharton (IPA: /ˈiːdɪθ ˈwɔːrtən/), ursprungligen Edith Newbold Jones, född 24 januari 1862 i New York, död 11 augusti 1937 i Saint-Brice-sous-Forêt i Val-d'Oise, Frankrike, var en amerikansk författare. Hon nominerades till Nobelpriset i litteratur 1927, 1928 och 1930.
I sina romaner skildrar Wharton med viss kritisk blick den amerikanska societetsmiljö hon själv kom ifrån. År 1921 tilldelades hon Pulitzerpriset för sin roman Oskuldens tid (1920). 1996 valdes hon in i National Women's Hall of Fame.

## Bakgrund
Whartons fars familj, Jones, var en av de rikare familjerna i New York, som hade tjänat stora pengar på fastigheter. Det amerikanska talesättet "Keep up with the Joneses" tros syfta på Whartons fars familj.
Hon var även släkt med Van Rensselaer-släkten, som var en av de mest prestigefyllda patron-släkterna. Faderns kusin var Caroline Schermerhorn Astor. Fort Stevens i New York har fått sitt namn efter Ebenezer Stevens, Whartons morfars far, som var en general under amerikanska revolutionen.

## Biografi

### Barndom

Edith Wharton, porträtterad runt 1870 av Edward Harrison May.

Wharton föddes 1862 i New York som dotter till George Frederic Jones och Lucretia Stevens Rhinelander. Hon var yngst av tre barn och hade två äldre bröder, Frederic Rhinelander och Henry Edward. Wharton döptes den 20 april 1862 i Gracekyrkan i New York.
Efter amerikanska inbördeskrigets slut åkte familjen till Europa, eftersom den amerikanska valutan för tillfället var så svag. Från 1866 till 1872 var familjen ute i Europa och reste runt, till både Frankrike, Italien, Spanien och Tyskland. Under sina resor lärde sig Wharton franska, tyska och italienska. Under en spavistelse i Schwarzwald drabbades den då nioåriga Wharton av tyfoidfeber och var nära att dö. Efter att familjen Wharton 1872 kommit tillbaka till USA tillbringade familjen vintrarna i New York och somrarna på Rhode Island.
Som barn var inte Wharton tillåten att läsa alla böcker hon ville, allra minst fantasifulla barnböcker. Hon fick exempelvis inte läsa böcker av Mark Twain, Bret Harte eller Joel Chandler Harris, men hon fick däremot läsa Louisa May Alcott. Som barn gillade Wharton också Lewis Carrolls Alice i Underlandet och Charles Kingsleys The Water Babies. Whartons mor förbjöd henne att läsa romaner, och Wharton har själv sagt: "Jag läste allt utom romaner till den dag jag gifte mig." Wharton läste istället poetiska, filosofiska och historiska böcker, däribland böcker av Daniel Defoe, John Milton, Thomas Carlyle, Alphonse de Lamartine, Victor Hugo, Jean Racine, Thomas Moore, Lord Byron, William Wordsworth, John Ruskin och Washington Irving.

### Början på skrivandet
Wharton började skriva berättelser redan som barn. Under tiden i Europa brukade hon improvisera berättelser för sin familj. Hon började skriva poesi och skönlitterära berättelser som ung samt gjorde ett försök att skriva sin första novell när hon var 11 år. När hon var 15 år erbjöds hon 50 dollar för sin översättning av den tyska dikten "Was die Steine Erzählen" av Heinrich Karl Brugsch. Hennes föräldrar ville dock inte att dikten skulle publiceras, eftersom de mer förnäma damerna på den tiden inte ägnade sig åt skrivande. Istället publicerades dikten under namnet E. A. Washburn, en bekantskap till hennes far.
År 1877 skrev hon i hemlighet en kortroman, Fast and Loose. 1878 hjälpte Whartons far till att sammanställa en privat diktsamling av två dussin egna dikter och fem översättningar. Hon publicerade 1879 en dikt under pseudonym i New York World, och 1880 hade hon anonymt publicerat fem dikter i Atlantic Monthly. Trots att hon efter detta fortsatte skriva, publicerade hon inte något av sina verk förrän i oktober 1889, då hennes dikt "The Last Giustiniani" publicerades i Scribner's Magazine.

### Avbrutet giftermål
Wharton inledde en förbindelse med Henry Leyden Stevens, men åkte tillsammans med sin familj till Europa 1881 eftersom hennes far var sjuk. 1882 dog han av en stroke i Cannes. Stevens var med på resan och Wharton fortsatte relation till honom; de blev förlovade i augusti 1882 men slog upp förlovningen samma månad de skulle gifta sig.
Whartons mor flyttade till Paris 1883 och bodde där till sin död 1901.

### Sent 1800- och tidigt 1900-tal

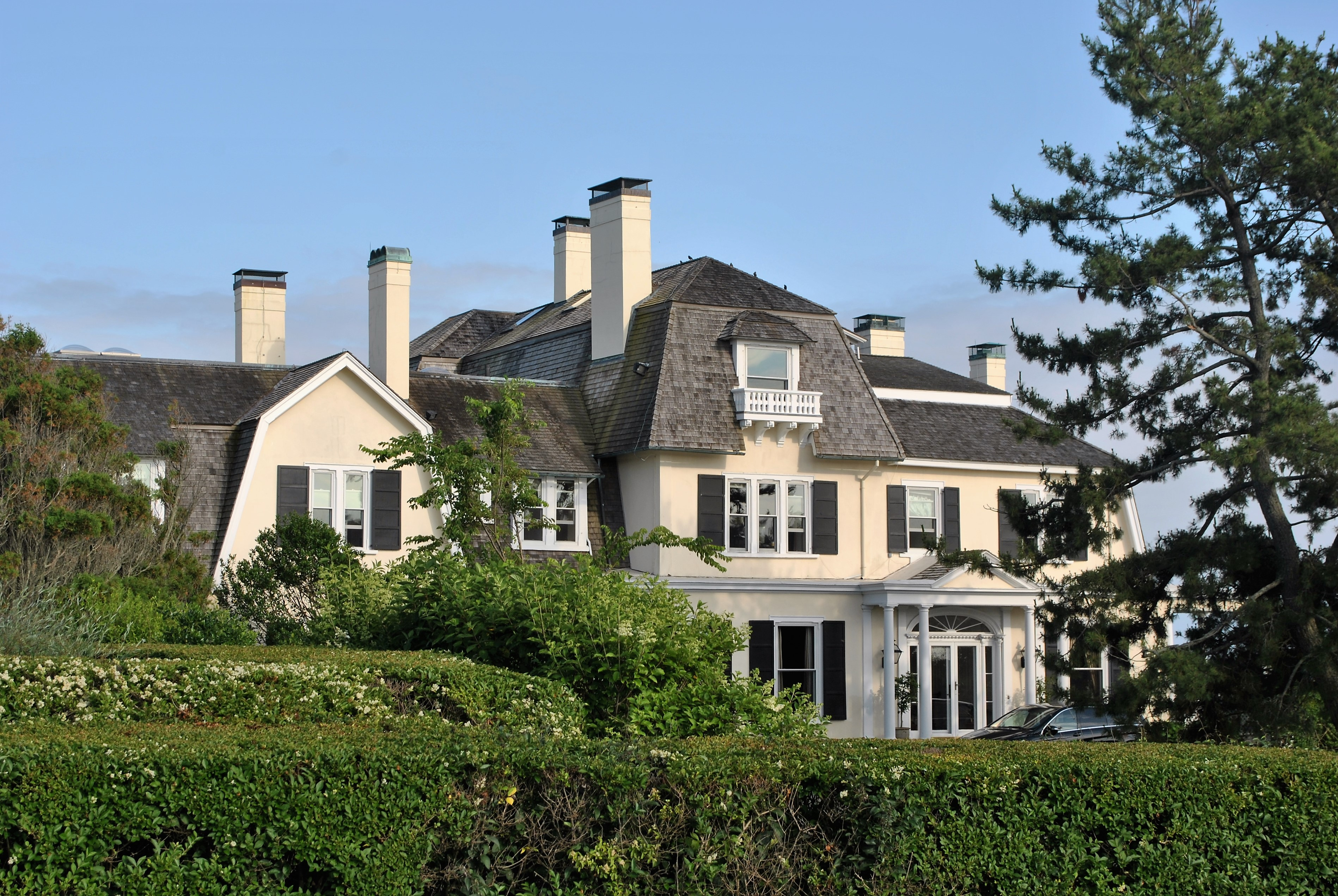
Land's End i Newport i Rhode Island.

Den 29 april 1885 gifte sig Wharton med Edward Robbins (Teddy) Wharton i Trinity Church på Manhattan. Paret byggde en stuga i Newport. 1893 köpte de ett hus på andra sidan Newport och flyttade dit. Huset hette "Land's End" och kostade 80 000 dollar. Ogden Codman hjälpte Wharton att inreda huset. Land's End såldes av den tidigare tennisspelaren och senare guvernören av Rhode Island, Robert Livingston Beeckman. Efter köpet beskrev Wharton huvudbyggnaden som "otroligt ful". 1897 köpte de ett hem i New York på Park Avenue. Under 1896 och 1897 seglade de över Atlanten från februari till juni. För det mesta var de i Italien, men de besökte även Paris och England.
1902 designade Wharton huset "The Mount" i Lenox i Massachusetts, där hon skrev flera noveller – inklusive Glädjens hus som kom att bli ett av hennes mest kända verk. Hon tillbringade mycket av tiden på året till att resa, ofta med sin vän Egerton Winthrop, men behöll "The Mount" som hem till år 1911. När Wharton senare bodde lite här och var körde ofta hennes chaufför och vän Charles Cook runt henne, innan hon till slut hittade en lägenhet på Rue de Varenne 53 i Paris.
Från slutet av 1880-talet till 1902 led Whartons man av depression. Under de åren led även Wharton själv av astma och periodvis av depression. Som en följd av depressionen blev Teddy Whartons mentala hälsa allt sämre och 1908 inledde Edith Wharton en relation med författaren Morton Fullerton. År 1913 skilde sig Teddy och Edith Wharton efter att ha varit gifta i 28 år.
Wharton skrev flera böcker om inredning. Hennes första stora publicerade verk – The Decoration of Houses (1897), som hon skrev tillsammans med Ogden Codman – var just en inredningsbok.

### Resor

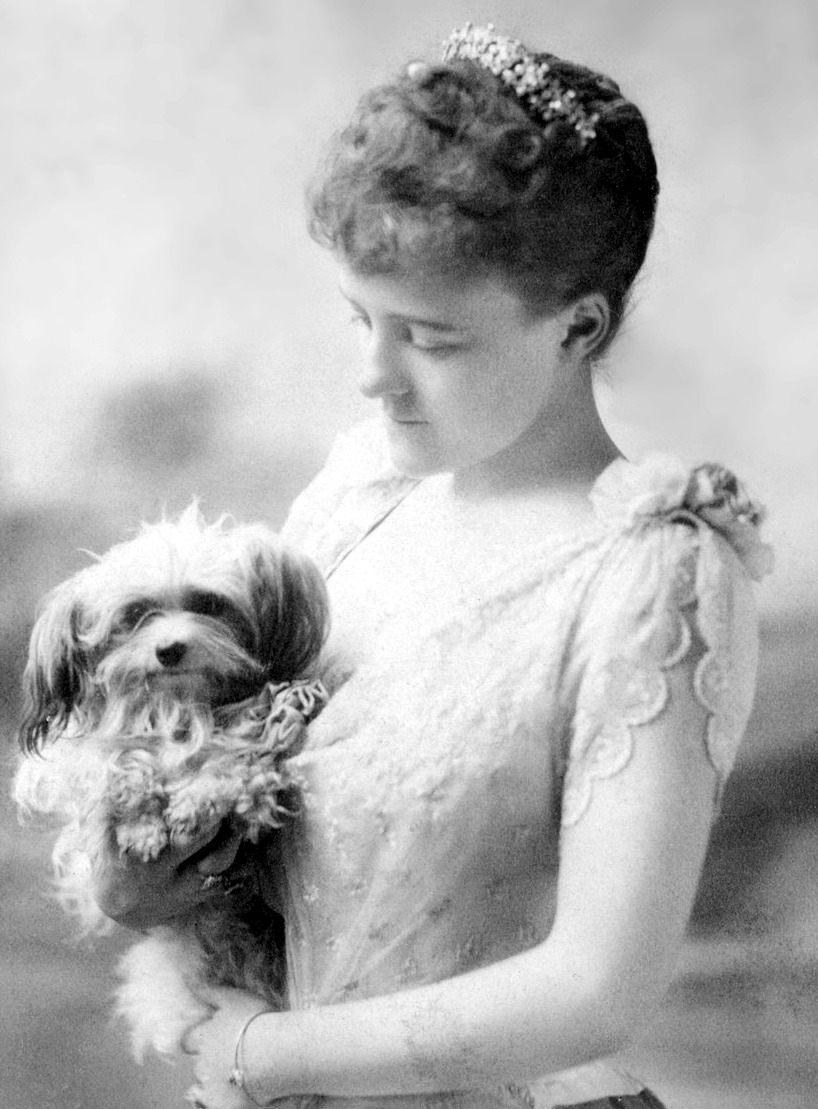
Edith Wharton cirka 1889.

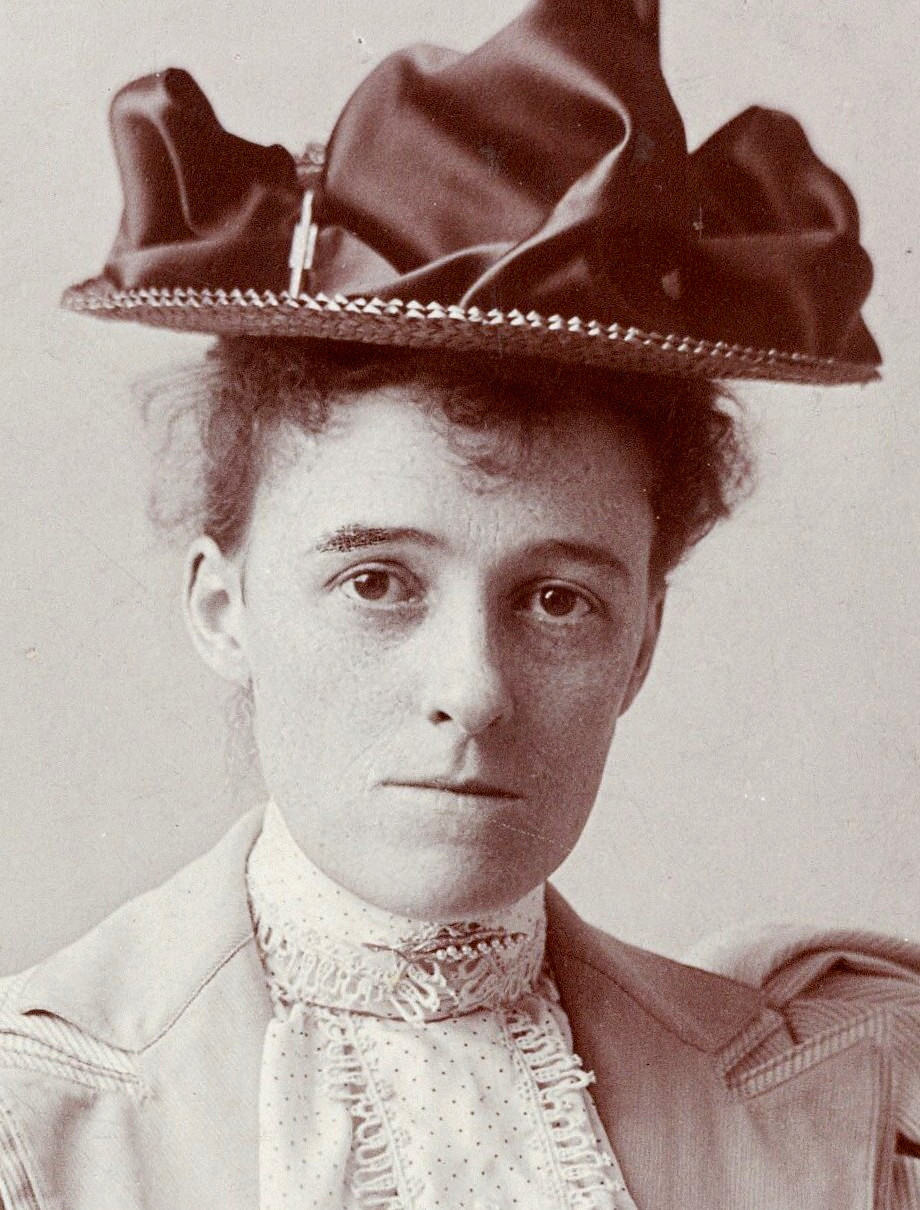
Edith Wharton cirka 1889/1890.

Under sitt liv korsade Wharton Atlanten sammanlagt över 60 gånger. I Europa åkte hon oftast till Italien, Frankrike och England. Hon åkte även till Marocko och skrev många böcker om sina resor. Hennes man Edward Wharton uppskattade också resandet, och minst fyra månader om året var de på resande fot – oftast till Italien – och deras vän Egerton Winthrop var ofta med på resorna. Under en resa till Egeiska öarna skrev hon en liten dagbok, vilken tros vara den första skrift hon skrev på resande fot.

### Första världskriget

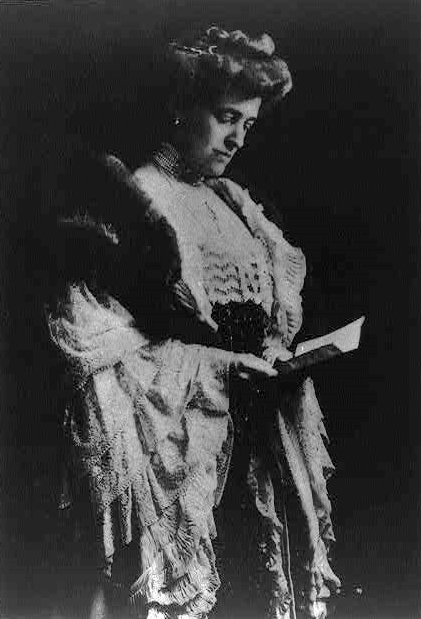
Edith Wharton.

När första världskriget bröt ut och många flydde Paris flyttade istället Wharton till staden. Under hela kriget hjälpte Wharton flyktingar. I augusti 1914 öppnade hon en arbetslokal för att hjälpa arbetslösa kvinnor att skaffa jobb. De fick mat och blev betalade en franc per dag, och till slut var det över 60 kvinnor som jobbade i arbetslokalen. Under kriget utvecklade hon en hjälpverksamhet för belgiska flyktingar, American Hostels for Refugees, ett vandrarhem i Paris, som hjälpte flyktingarna med skydd, mat, och kläder. Dessutom etablerade hon en arbetsförmedling som hjälpte flyktingarna att få jobb. 1915 etablerade Wharton Children of Flanders Rescue Committee, som gav skydd åt närmare 900 belgiska flyktingar som hade flytt när Tyskland invaderade landet 1914. Wharton öppnade även flera tuberkolossjukhus under kriget.
1915 redigerade Edith Wharton The Book of The Homeless, en samling essäer, poesi, konst och musikstycken av europeiska och amerikanska kulturprofiler som Henry James, Joseph Conrad, William Dean Howells, Anna de Noailles, Jean Cocteau och Walter Gay. Senare föreslog Wharton boken för sitt förlag Scribner's och ville att de skulle publicera den. Hon översatte dessutom de franska bidragen i boken till engelska. USA:s dåvarande president Theodore Roosevelt skrev en två sidor lång inledning till boken, i vilken han tackade Wharton för hennes insats.
Wharton och hennes vän Walter Berry var, tillsammans med ett fåtal andra, tillåtna att resa till frontlinjerna under första världskriget. Tillsammans gjorde Berry och Wharton sammanlagt fem resor från februari till augusti 1915. Wharton beskriver resorna i en serie artiklar som först blev publicerade i Scribner's Magazine, och sedan samlade i boken Fighting France: From Dunkerque to Belfort.
1916 tilldelade Raymond Poincaré, Frankrikes president, Wharton Hederslegionen för hennes hjälpverksamhet för flyktingar under det pågående kriget.
Under första världskriget hade Wharton förutom hjälpt flyktingar, fortsatt med att skriva noveller, romaner, dikter och dessutom varit reporter för The New York Times. Hon skrev romanen Summer 1916, novellen The Marne 1918 och A Son at the Front 1919, som dock inte publicerades förrän 1923. Kort efter första världskrigets slut flyttade Wharton från Paris till Saint-Brice-sous-Forêt, knappt två mil bort. Där skulle hon komma att bo på somrarna och hösten resten av sitt liv, medan hon på vintern och våren spenderade vintrarna och våren på Franska Rivieran.
Efter första världskriget bodde Wharton i Sydfrankrike, vid kusten i Hyères och på andra platser i Provence, och där slutförde hon sin bok Oskuldens tid. Endast en gång efter kriget åkte hon till USA, då hon blev hedersdoktor vid Yale University 1923.

### Senare år
Wharton blev den första kvinna att vinna Pulitzerpriset. Detta gjorde hon år 1921 för boken Oskuldens tid. De tre jurymedlemmarna Stuart Pratt Sherman, Robert Morss Lovett och Hamlin Garland ville först ge priset till Sinclair Lewis, men Columbia Universitys rådgivande styrelse, ledd av universitetets rektor Nicholas Murray Butler, fick jurymedlemmarna att ändra sig och istället tilldela Wharton priset.
1934 publicerade Wharton sin självbiografi, A Backward Glance.

### Död

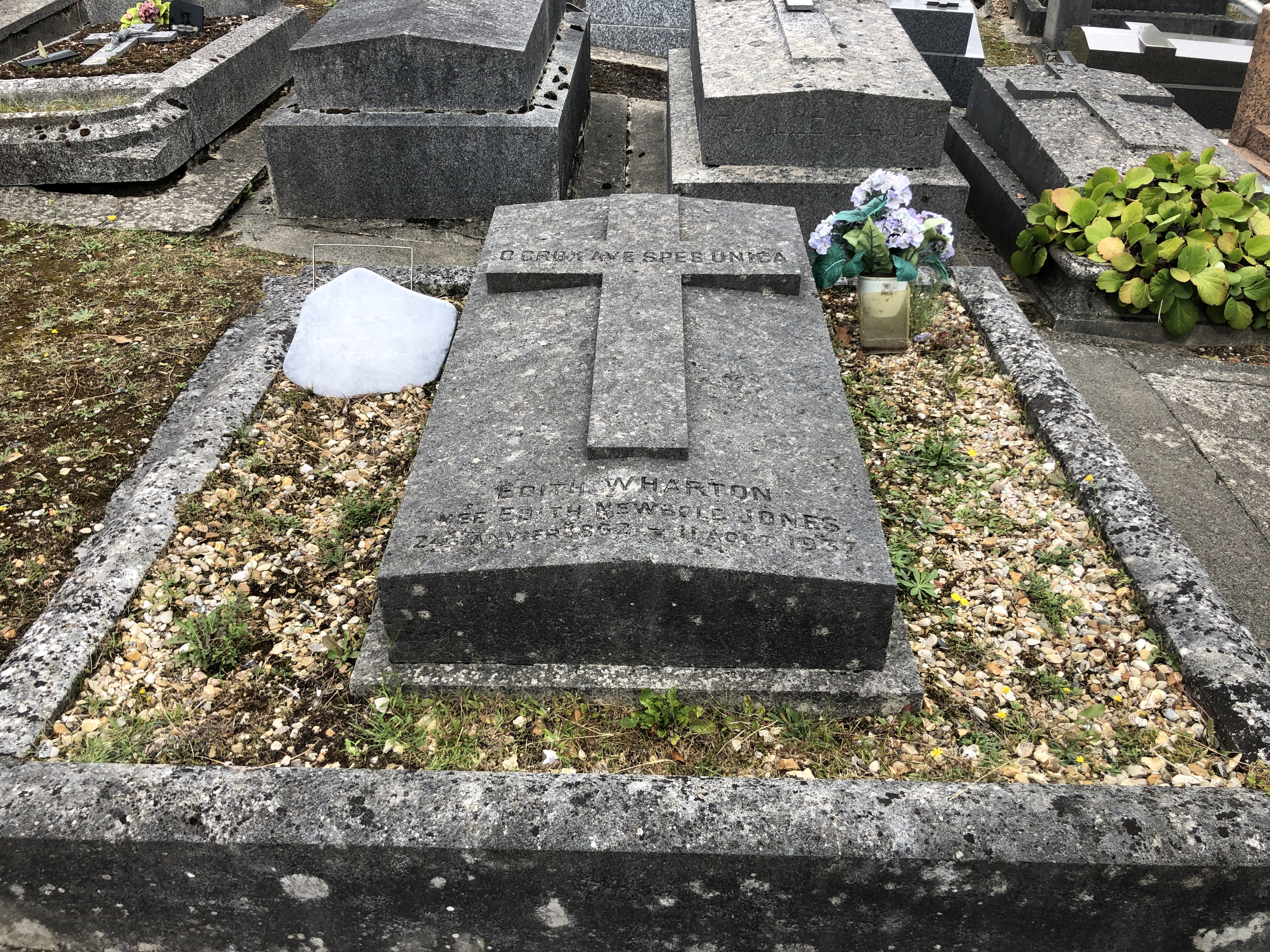
Whartons grav.

Den 1 juni 1937 satt Wharton i sitt hus i Frankrike och arbetade på en uppdaterad upplaga av en utgiven bok, när hon drabbades av en hjärtattack. Den 11 augusti samma år avled hon av en stroke i sitt hus på Rue de Montmorency i Saint-Brice-sous-Forêt, runt halv sex på eftermiddagen. Vid hennes sida satt hennes vän Elisina Palamidessi de Castelvecchio Tyler. Det dröjde någon dag innan nyheten nådde Paris. 

## Skrivande
Wharton var en produktiv författare. Under livet skrev hon femton romaner, 85 noveller, en hel del poesi, design- och inredningsböcker och memoarer.
1873 skrev Wharton sin första berättelse och visade upp den för sin mor. Modern kritiserade berättelsen, och Wharton bestämde sig för att bara skriva poesi. Innan hon hade fyllt femton år, skrev Wharton 1877 kortromanen Fast and Loose. Som ung skrev hon främst om samhället, men också berättelser som var baserade på verkliga händelser. Exempelvis handlar hennes dikt "Intense Love's Utterance" om Henry Stevens. Wharton var dock väldigt självkritisk och skrev till och med recensioner som kritiserade hennes egna verk.
1889 skickade Wharton tre dikter till Charles Scribner's Sons, Harper's Magazine och The Century Magazine, och Edward L. Burlingame publicerade "The Last Giustiniani" i tidskriften Scribner's. När Wharton var 29 år gammal publicerades hennes första kortroman, Mrs. Manstey's View som dock inte blev någon större succé. Det skulle dröja ett år innan hon publicerade en annan berättelse. Kortomanen Bunner Sisters skickade Wharton in till Scribner's 1892, men Burlingame menade att den var för lång för att kunna publiceras i tidningen. Bunner Sisters tros vara baserad på en upplevelse Wharton hade som barn. Berättelsen publicerades inte förrän 1916. Efter ett besök hos vännen Paul Bourget skrev Wharton både "The Good May Come" och "The Lamp of Psyche". Efter att Burlingame nekade publicering av "Something Exquisite" tappade hon självförtroendet och började 1894 skriva resedagböcker.
1901 skrev Wharton en pjäs vid namn Man of Genius som inövades men aldrig spelades upp. Hon skrev samma år ytterligare en pjäs som hette The Shadow of a Doubt, som också repeterades men aldrig spelades. Den sistnämnda pjäsen troddes vara försvunnen innan man hittade den 2017. Den bearbetades 2018 till radiopjäs för BBC Radio 3. År 2023 hade pjäsen premiär, mer än ett sekel efter att den skrevs, på Shawfestivalen i Kanada, regisserad av Peter Hinton-Davis.
Senare samarbetade Wharton med Marie Tempest i skrivandet av en pjäs i fyra akter. Dock blev bara två av de fyra akterna färdigskrivna innan Tempest inte längre var intresserad av att skriva pjäser, och manuset blev aldrig färdigskrivet. Wharton översatte 1902 Hermann Sudermanns pjäs Es Labe das Leben till engelska, under namnet The Joy of Living, och även den blev en pjäs. Pjäsen fick dock stark kritik för heroinet och giftet som finns i pjäsen. Boken, skriven av Wharton, fick dock god kritik.

### Tematik
Många av Whartons verk innehåller människor som är baserade på hennes mor Lucretia Jones. I hennes självbiografi A Backward Glance beskriver Wharton sin mor som lat, slösaktig, sträng, kritisk, utseendefixerad, tråkig och ironisk.
Whartons böcker innehåller ofta teman som att bli respekterad i samhället, förträngd sexualitet och de gamla familjesederna. Maureen Howard uppmärksammar återkommande teman i Whartons noveller, såsom försök till frihet, kritik mot de intellektuella kraven, och avslöjandet av den egentliga sanningen. Whartons böcker handlar också ibland om traditioner och sociala reformer.
Ett annat återkommande tema i Whartons verk är hem och vad hemmet betyder för den som bor i det. Maureen Howard menar att Edith Wharton skrev om hus på ett sätt som ingen annan tidigare hade skrivit på, hon såg dem inte bara som hus.

### Influenser
Herbert Spencer, Charles Darwin, Friedrich Nietzsche, Thomas Henry Huxley, George Romanes, James George Frazer och Thorstein Veblen har alla haft stort inflytande på Whartons skrivande.

## I kulturen och eftermäle
Edith Wharton har blivit uppmärksammad via avbildningar, namngivningar inom kulturen och andra områden. 

### Bilder
1870 porträtterades den fem år gamla Edith Jones på Edward Harrisons målning Edith Jones at age 5. Den finns på National Portrait Gallery i USA. En målning av Fernand Paille Edith Wharton finns på New-York Historical Society. 
September 1980 utgavs ett amerikanskt frimärke med Wharton avbildad, som en del i serie frimärken med kvinnor som mottagit stora litteraturpriser.

### Musik
2007 inkluderade Suzanne Vega låten "Edith Wharton's Figurines" på sitt album Beauty & Crime. Låttiteln syftar på Edith Whartons romanhjältinnor och den ängslan som kanske alla kvinnor drabbas av i sin kamp för att leva upp till det kvinnliga idealet. Själva låten handlar dock om – och är dedicerad till – Olivia Goldsmith, författaren till Första fruars klubb.
Bandet The Magnetic Fields har gjort en låt som summerar handlingen i boken Hans öde.

### Etermedier
I Indiana Jones äventyr spelar Clare Higgins Edith Wharton, som reser tillsammans med Indiana Jones genom Nordafrika, i avsnitt 16, "Tales of Innocence".
Edith Wharton nämns flera gånger i TV-serien Entourage. I säsong tre, avsnitt 13, får en karaktär ett manus för en pjäs baserad på Whartons Månstrålar. Dessutom skriver Ari Gold ner delar av Whartons verk i samma avsnitt.
I TV-serien Gilmore Girls finns ofta referenser till Wharton. I säsong ett, avsnitt sex, "Rory's Birthday Party", säger en karaktär: "Nu skulle Edith Wharton varit stolt". I uppföljaren Gillmore Girls: A Year in the Life fortsätter samma karaktär nämna Edith Wharton i första avsnittet.
I ett avsnitt av Gossip Girl från 2009 sätter karaktärerna upp en pjäs av Whartons bok Oskuldens tid.
Edit Wharton's Journey är en bearbetning för radio av NPR-serien Radio Tales, där Whartons berättelse "A Journey" läses upp.
I Dawsons Creek läser en karaktär "Hans öde".

### Övrigt
Ett hus i St. Brice-sous-Forêt i norra Frankrike bär namnet Le Pavillon Colombe, namngivet när Wharton köpte byggnaden 1918. Huset byggdes 1769 och genomgick en renovering 1918/1919; gatan som huset ligger vid bär numera namnet rue Edith Wharton.
1996 valdes Wharton in i National Women's Hall of Fame.
Nedslagskratern Wharton på planeten Venus är uppkallad efter henne.